# Karboxymethylcelulóza

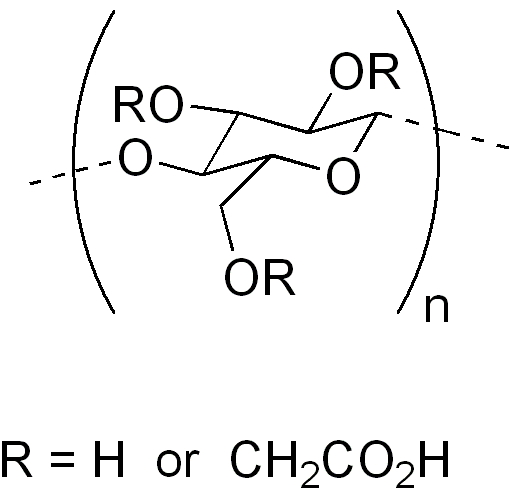
Chemická struktura karboxymethylcelulózy

Karboxymethylcelulóza (CMC) je derivát celulózy s karboxymethylovými skupinami (-CH2-COOH) navázanými na některé z hydroxylových skupin glukopyranózových monomerů, které tvoří kostru polymeru. Často se používá i sodná sůl karboxymethylcelulózy.

## Výroba
Karboxymethylcelulóza se syntetizuje zásaditě katalyzovanou reakcí celulózy s kyselinou chloroctovou. Polární karboxylové skupiny dodávají derivátu rozpustnost a chemickou reaktivitu.
Po počáteční reakci obsahuje výsledná směs zhruba 60 % CMC a 40 % solí (chloridu sodného a glykolátu sodného). Tento produkt je tzv. technická karboxymethylcelulóza a používá se do čisticích prostředků. Dalším čištěním se odstraní soli a získá se čistá CMC pro použití do potravin, léčiv a zubních past. Meziprodukt (částečně purifikovaná CMC) se typicky používá do papíru.
Funkční vlastnosti CMC závisí na stupni substituce v celulózové struktuře (tj. jaká část hydroxylových skupin se zúčastnila substituce), na délce polymerních řetězců a na stupni shlukování karboxymethylových substituentů.

## Použití
CMC se používá v potravinářství ke změně viskozity (k zahušťování) a ke stabilizaci emulzí v řadě výrobků, například zmrzlině. Jako přídatná látka do potravin se označuje E 466. Přidává se také do mnoha nepotravinářských výrobků, například lubrikantů, zubních past, projímadel, dietních tablet, vodou ředitelných nátěrových hmot, čisticích prostředků, výrobků z papíru a pro změnu velikosti oděvů. Má vysokou viskozitu, je netoxická a hypoalergenní. V pracích prostředcích vytváří na bavlně a jiných textilních materiálech záporně nabitou bariéru, které brání usazování nečistot z prací lázně. Dalším použitím je lubrikace v netěkavých očních kapkách (např. umělých slzách). Někdy se místo CMC používá methylcelulóza (MC), ale její nepolární methylové skupiny nedodávají celulóze rozpustnost ani reaktivitu.
CMC se používá také při těžbě ropy jako složka vrtných kapalin, kde upravuje viskozitu a zadržuje vodu. Polyaniontová celulóza (PAC) je derivátem CMC a také se používá při těžbě ropy.
Nerozpustná mikrogranulární karboxymethylcelulóza se používá jako katexová pryskyřice v iontoměničové chromatografii k čištění bílkovin. Úroveň derivatizace (vůči celulóze) je zřejmě mnohem nižší, takže si tato CMC udržuje nerozpustnost, současně ale získává dostatek záporně nabitých karboxylových skupin, aby mohla vázat kladně nabité bílkoviny.
CMC lze použít také v chladicích vložkách, kde umožňuje vytvořit eutektickou směs a dosáhnout snížení teploty tání a tedy lepší chlazení v porovnání s obyčejným ledem.
Vodné roztoky CMC lze využít k disperzi uhlíkových nanotrubic. Míní se, že dlouhé molekuly CMC se obtáčejí okolo nanotrubic a umožňují jejich rozptýlení ve vodě.